# Fève de Calabar
Pour les articles homonymes, voir Fève (homonymie).
Pour les articles homonymes, voir Calabar (homonymie).
Physostigma venenosum
Espèce
La fève de Calabar, de son nom scientifique Physostigma venenosum, est une espèce de plantes à fleurs de la famille des Fabaceae. Cette plante légumineuse, dont la graine est toxique, autrefois appelée éseré, est une liane originaire des forêts d'Afrique tropicale peut atteindre une quinzaine de  mètres de hauteur, avec un tronc ayant jusqu'à 5 cm de diamètre. La plante est proche du haricot (genre phaseolus). Le nom générique vient du grec φΰσα (physa), vessie et στίγμα (stigma), stigmate, pour indiquer que la terminaison du pistil (le stigmate) porte une excroissance ayant l'aspect d'une petite vessie (bien qu'elle soit pleine et non creuse) de forme triangulaire.

## Description morphologique
Les feuilles sont trifoliées : leur forme et leurs dimensions sont très proches de celles du haricot.
Les fleurs sont portées en grappes pendulaires. Leurs pétales sont de couleur pourpre.
Le fruit est une gousse d'environ 15 cm de long contenant deux ou trois graines, les fèves de Calabar. Ces dernières ressemblent à des graines de haricots ordinaires avec une couleur brun chocolat.

## Classification
Cette espèce a été décrite pour la première fois en 1861 par le botaniste écossais John Hutton Balfour (1808-1884),. 

## Histoire

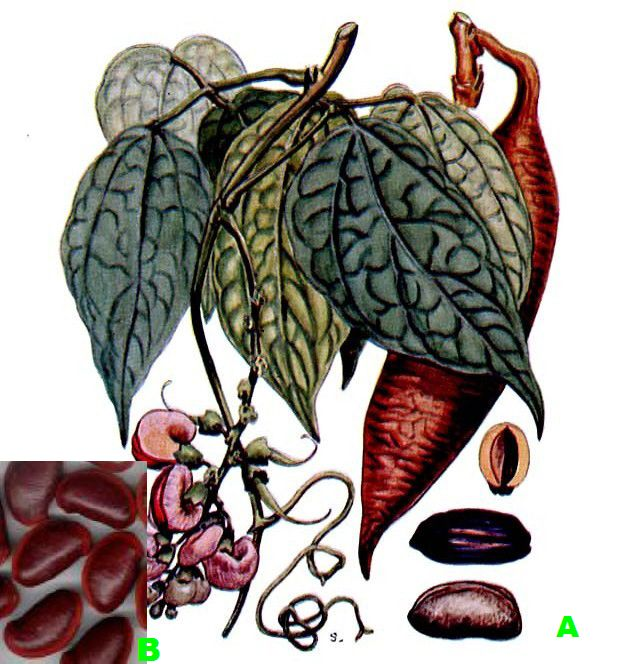
Fève de Calabar.

Ces fèves étaient appelée éséré par les anciens habitants de Calabar, ce qui signifie :« haricots de l'ordalie ». En effet elles étaient administrées sur décision judiciaire aux personnes accusées de sorcellerie ou d'autres crimes. Si le décès survenait (ce qui était le cas le plus fréquent), on considérait que justice avait été faite au coupable désigné. Si au contraire l'accusé rejetait le poison par vomissement et survivait, il était considéré comme innocent et libéré.  Si enfin un effet purgatif (expulsion du poison par les selles) était observé et en cas de survie, l'accusé était alors considéré comme coupable et vendu comme esclave, mais non exécuté. L'ordalie par les fèves était généralement considérée comme infaillible, à tel point que des innocents accusés d'un crime demandaient eux-mêmes à y être soumis et payaient parfois leur confiance aveugle de leur vie.
La fève était aussi utilisée dans certains duels où chacun des adversaires en ingérait une moitié : il est arrivé que ceci suffise à les tuer tous les deux.

En dépit de sa haute toxicité, rien ne permet extérieurement de distinguer la fève de Calabar d'un inoffensif haricot, ni dans l'apparence, ni dans l'odeur, ni dans le goût, ce qui a eu parfois des conséquences désastreuses lorsque des graines ont été accidentellement laissées à la portée d'enfants.

Les fèves furent introduites en Angleterre en 1840, mais les plantes cultivées en serres ne fleurirent pas et il fallut encore attendre 20 ans pour qu'une description morphologique précise des fleurs soit faite par l'Écossais John Hutton Balfour et que les effets physiologiques des graines soient précisés par deux autres Écossais, Thomas Richard Fraser et Douglas Argyll Robertson.

## Composition
La fève contient habituellement un peu plus de  1 % d'alcaloïdes, parmi lesquels deux ont été isolés, la calabarine et la physostigmine (ou ésérine), ce dernier ou ses dérivés étant très utilisé en thérapeutique. Leur action pharmacologique est une inhibition de l'enzyme cholinestérase.

## Usage littéraire
- Dans le dernier roman d'Agatha Christie, Hercule Poirot quitte la scène (Curtain), Mrs. Franklin est empoisonnée par la fève de Calabar.
- Dans Blindspot, roman de Jane Kamensky et Jill Lepore, Edward Easton se sert de fèves de Calabar pour empoisonner Samuel Bradstreet, puis pour se suicider.
- Dans le manga Berserk, la fève de calabar est enduite sur la flèche utilisé lors de la tentative de meurtre sur Griffith (tome 6).
- Dans roman Le Bureau des Affaires occultes, le Fantôme du Vicaire d'Éric Fouassier, Monsieur d'Orval est assassiné en buvant une boisson contenant de l'extrait de fève de Calabar.